# Cabezo María
Der Cabezo María ist ein kegelförmiger Berg mit 550 Meter im Durchmesser, der die erodierten Überreste eines ehemaligen Vulkanzentrums darstellt. Er liegt etwas nördlich der Sierra de Cabrera auf dem südlichen Gemeindegebiet von Antas in der Provinz Almería, zirka 7 Kilometer südwestlich von Vera. Er besteht aus dem sehr seltenen magmatischen Gestein Verit.

## Geologischer Überblick
Der den Cabezo María aufbauende Verit ist ein zu den Lamproiten gehörender Phlogopit-Lamproit. Dieses potassische magmatische Gestein bildet Teil der südostiberischen Vulkanprovinz, in der neben zahlreichen anderen Vulkaniten mehr als zehn Überreste von seichten Intrusionen und Vulkanzentren lamproitischer Zusammensetzung zu finden sind (vorwiegend in der Provinz Murcia). Der lamproitische Vulkanismus ereignete sich im Miozän und überspannt den Zeitraum 8,3 bis 6,7 Millionen Jahre BP. Die Verbreitung der Lamproite steht in engem räumlichen Zusammenhang mit unter Krustendehnung entstandenen Becken und insbesondere ihren begrenzenden Randstörungen. Diese Becken waren innerhalb des Betikums und Subbetikums während des Neogens mit kontinentalen und marinen Sedimenten verfüllt worden.

## Aufbau
Die jetzigen Überreste des ehemaligen Vulkans bedecken eine Grundfläche von 0,16 Quadratkilometer und besitzen ein Volumen von 3,5 Millionen Kubikmeter. Im Innern des Kegels lässt sich folgende Abfolge erkennen (vom Hangenden zum Liegenden):
- abdeckende Laven
- deutlich geschichtete Schlacken (Scoria)
- massive, blockartige Lava mit zum Teil säuliger Absonderung
- Peperite

Die Abfolge legt folgende Entwicklung des Vulkans nahe: entlang einer Ostsüdost-streichenden gestaffelten Bruchzone drang lamproitisches Magma in noch nasse, unverfestigte Mergelsedimente des Flachwasserbereichs ein. Beim Kontakt des Magmas mit Wasser kam es zu phreatomagmatischen Explosionen, die zur Bildung der Peperite führten, welche in das umgebende Sediment stellenweise eindrangen und es anhoben. Die Peperite wurden dann von einem neuen Magmenschub mit einem massiven Lavastrom überdeckt. Am Fördergang aufsteigende Glutwolken regneten anschließend in mehreren Pulsen Pyroklastika ab, die über dem Lavastrom sukzessive einen geschichteten  Schlacken- und Aschenkegel aufbauten, der schließlich über dem Wasserspiegel auftauchte. Durch gravitative Instabilitäten kam es zu Abrutschungen am auftauchenden Scoriakegel. In der Endphase des Vulkans verlagerten sich die Aktivitäten am Fördergang in die Tiefe, es wurde aber noch ein letzter Lavastrom emittiert, der das Vulkangebäude kappenartig abdeckte.

## Petrologie

### Mineralogie
Als Phänokristalle fungieren im Verit des Cabezo María  Chrom-haltiger, Forsterit-reicher Olivin der Zusammensetzung Fo90-95 sowie nadelförmig bis tafelig ausgebildeter Phlogopit. Die bis zu über 70 Volumenprozent einnehmende glasige Grundmasse enthält Mikrokristalle von Phlogopit, Diopsid, Sanidin, Leucit und Apatit. In blasenförmigen Hohlräumen hat sich sekundärer Calcit gebildet. Im Gestein finden sich gelegentliche Xenokristalle von Olivin, die Einschlüsse von Spinell enthalten und auf einen Ursprungsort im Oberen Mantel schließen lassen.

### Chemische Zusammensetzung

#### Haupt- und Spurenelemente
| Oxid Gew. % | Massive Lava Bandbreite | Brekziierte Lava | Blocklava  | Blasiges Ganggestein | Spurenelemente ppm | Massive Lava Bandbreite | Brekziierte Lava | Blocklava | Blasiges Ganggestein |
| ----------- | ----------------------- | ---------------- | ---------- | -------------------- | ------------------ | ----------------------- | ---------------- | --------- | -------------------- |
| SiO2        | 55,81-59,30             | 57,75            | 58,95      | 57,36                | Cr                 | 528-646                 | 577              | 505       | 592                  |
| TiO2        | 1,40-1,47               | 1,47             | 1,45       | 1,40                 | Ni                 | 250-291                 | 365              | 357       | 362                  |
| Al2O3       | 11,37-12,05             | 11,80            | 11,96      | 11,54                | Zn                 | 62,2-70,2               | 67,3             | 66,9      | 64,4                 |
| Fe2O3       | 3,95-5,99 (tot)         | 4,91 (tot)       | 4,74 (tot) | 4,86 (tot)           | Rb                 | 549-592                 | 631              | 607       | 570                  |
| FeO         |                         |                  |            |                      | Sr                 | 458-501                 | 435              | 448       | 445                  |
| MnO         | 0,05-0,09               | 0,08             | 0,07       | 0,07                 | Zr                 | 769-814                 | 799              | 782       | 751                  |
| MgO         | 2,53-5,41               | 3,07             | 3,94       | 4,72                 | Ba                 | 1641–1815               | 1676             | 1674      | 1552                 |
| CaO         | 2,74-4,29               | 4,65             | 3,51       | 4,76                 | Ce                 | 287-298                 | 297              | 289       | 278                  |
| Na2O        | 2,34-2,94               | 3,31             | 3,09       | 3,16                 | Nd                 | 165-170                 | 170              | 166       | 160                  |
| K2O         | 4,50-5,12               | 3,58             | 4,09       | 3,61                 | Sm                 | 29,0-29,8               | 29,8             | 29,2      | 28,0                 |
| P2O5        | 0,79-0,82               | 0,84             | 0,82       | 0,78                 | Hf                 | 20,0-20,7               | 20,6             | 20,1      | 19,4                 |
| LOI         | 7,15-7,52               | 7,66             | 6,42       | 7,03                 | Th                 | 96,8-101,7              | 99,7             | 98,7      | 94,5                 |
| K/Na        | 1,15-1,27               | 0,71             | 0,87       | 0,75                 |                    |                         |                  |           |                      |
| K/Al        | 0,43-0,46               | 0,33             | 0,37       | 0,34                 |                    |                         |                  |           |                      |
| (Na + K)/Al | 0,77-0,86               | 0,79             | 0,79       | 0,79                 |                    |                         |                  |           |                      |

Der Verit des Cabezo María ist ein intermediäres Gestein mit einem relativ hohen Gehalt an Na2O (bis über 3 Gewichtsprozent), jedoch im Vergleich zu anderen Lamproiten Südostspaniens mit 3,6 bis 5,1 Gewichtsprozent relativ niedrigem K2O. Dennoch fällt er im Diskriminationsdiagramm von Middlemost (1975) unter die potassische Reihe. Mit (Na+K)/Al<1 ist das Vulkangestein durchgehend metaluminos und ähnelt in dieser Hinsicht Lamproiten der Römischen Magmenprovinz.
Die Spurenelementkonzentrationen sind durchaus vergleichbar mit den bei anderen Veriten gemessenen Werten, sind aber beispielsweise gegenüber den kalk-alkalischen Vulkaniten des Cabo de Gata deutlich erhöht. Anreicherungen zeigen sich bei den HFSE Thorium, Uran, Blei (sehr ausgeprägt), Neodym und Gadolinium. Negative spikes besitzen Niobium, Strontium und Titan. Insgesamt lässt sich eine sehr starke Anreicherung der inkompatiblen Elemente beobachten. Dies deutet auf eine mehrphasige Entwicklung der Mantelquelle hin mit Magmenabsonderungen und erneuten metasomatischen Anreicherungsprozessen.

## Alter
Der Cabezo María war während des Tortoniums/Messiniums in die neogenen Sedimente des  Vera-Beckens eingedrungen. Er stellt in ihm das westlichste Vorkommen einer Aufreihung von vier weiteren lamproitischen Eruptionszentren dar, die alle mit der Palomares-Verwerfung, einer bedeutenden linksseitigen, nordnordost-streichenden Seitenverschiebung, assoziiert sind. Generell wird für den lamproitischen Vulkanismus in Südostspanien der Zeitraum 8,3 bis 6,7 Millionen Jahre BP veranschlagt., wobei im Zeitraum 7,3 bis 7,2 Millionen Jahre BP eine Häufung der vulkanischen Aktivitäten zu beobachten ist.
Radiometrische Altersdatierungen für den Cabezo María stammen von Nobel und Kollegen (1981) sowie von Bellido Mulas und Brändle Matesanz (2011). Erstere fanden ein sehr hohes Alter von 8,6 Millionen Jahren BP, letztere nur noch 7,45 ± 0,08 Millionen Jahre BP. Diese beiden Datierungen stehen jedoch im Widerspruch zum Alter der intrudierten Mergel, Sandsteine und Turbidite, die jünger als 7,246 Millionen Jahre BP sind und für die Entstehung des Vulkans somit ein Alter um 7,2 Millionen Jahren BP nahelegen.

## Global Geosite
Der Cabezo María wurde wegen seines petrologischen Interesses vom Instituto Geológico y Minero de España als Global Geosite von internationaler Relevanz vorgeschlagen. Er trägt die Bezeichnung VU004 – Vulkanzentrum des Cabezo María und rangiert unter der geologischen Kategorie Neogener und quartärer Vulkanismus der iberischen Halbinsel.